# Castell (ród)

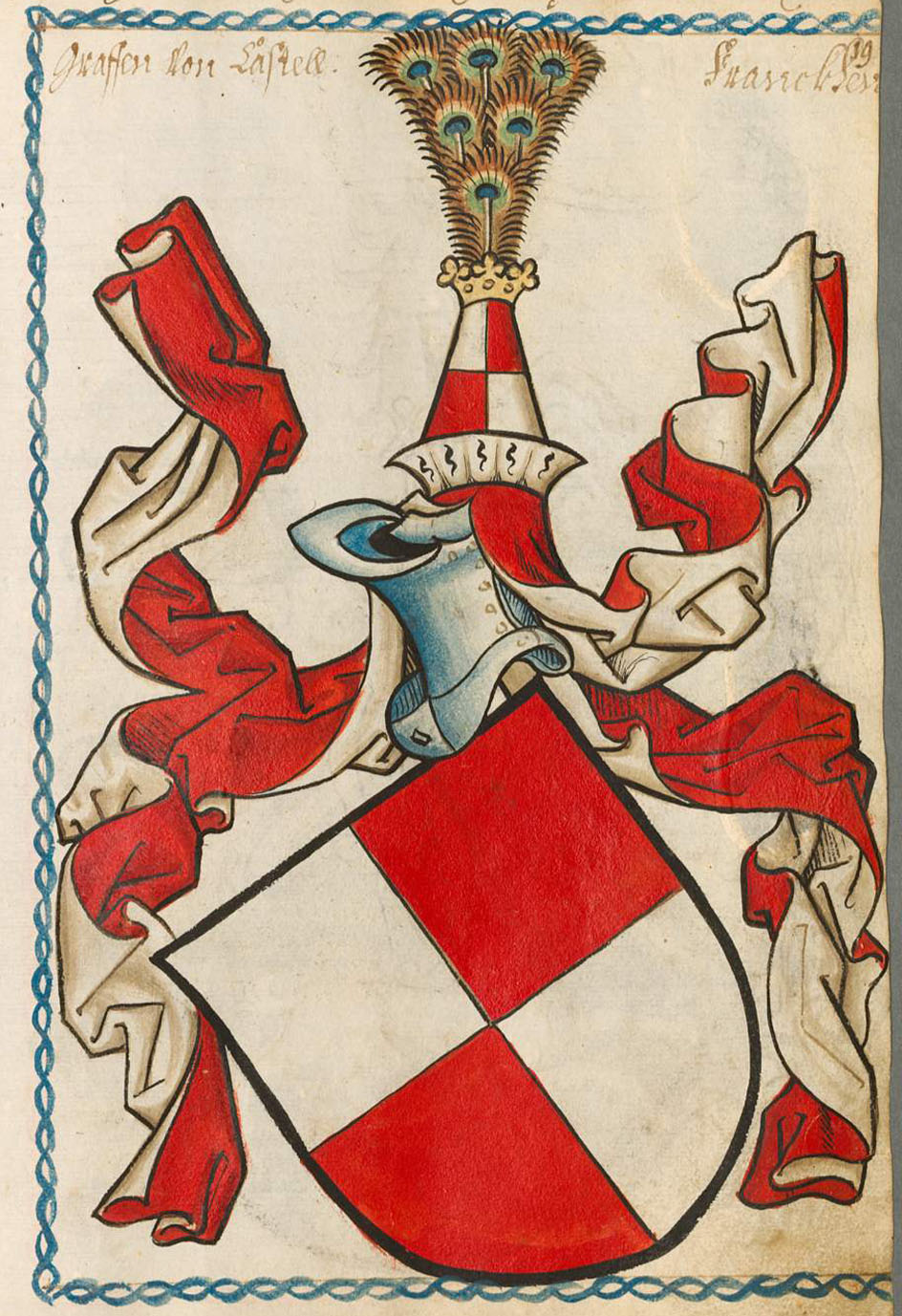
Herb rodu Castell

Ród hrabiów i książąt Castell należy do najwyższej arystokracji rodowej w Niemczech (niem. Hoher Adel) i jest równy rodem dynastiom panującym dawniej i obecnie. W krajach anglosaskich jest zaliczany do tzw. European Royalty.
Pierwszy protoplasta rodu, Robbrath (Rupert) de Castello, wymieniony był już w roku 1057. Około roku 1200 ród otrzymał w dziedziczne władanie hrabstwo Castell położone w północnej Frankonii. W roku 1597 powstały dwie linie, Castell-Remlingen i Castell-Rüdenhausen. Z linii Remlingen wyłoniła się później gałąź Castell-Castell, która po wygaśnięciu linii Remlingen w 1762 odziedziczyła jej ziemie. Stolicami państewek były miejscowości Castell oraz Rüdenhausen.
W latach 1806–1815 oba państewka Castellów zostały zmediatyzowane i przyłączone do Bawarii, ale ród zachował swą suwerenność. W roku 1901 obie linie rodu uzyskały bawarski tytuł książęcy (dziedziczony tylko w primogeniturze).
Z linii Rüdenhausen wyłoniła się w roku 1897 poprzez małżeństwo hr. Aleksandra zu Castell-Rüdenhausen z Olgą baronówną von Faber istniejąca do dziś dnia gałąź Faber-Castell, znani producenci artykułów piśmienniczych.
Na obecnym terenie Polski hrabiowie Castell-Rüdenhausen posiadali majątek (niem.) Seeläsgen, obecnie Przełazy koło Świebodzina. Pałac istnieje do dziś.
Pierwotny herb Castellów (niem. Stammwappen) jest identyczny z biało-czerwoną szachownicą polskiego lotnictwa.